# Hercules (gra komputerowa)
Hercules, także Disney’s Hercules Action Game – platformowa gra akcji, wydana w 1997 przez Disney Interactive Studios. Fabuła gry oparta jest na filmie animowanym Walt Disney Pictures Herkules (1997).
W 1999 twórcy odebrali nagrodę na festiwalu Milia d’Or w Cannes za uzyskanie dochodu przekraczającego 15 mln euro za sprzedaż gry w Europie.

## Fabuła
Hercules chce udowodnić, że jest godzien zasiadania na Olimpie wraz z bogami. W tym celu pokonuje przeciwników zsyłanych przez greckich bogów. Podczas rozgrywki staje do walki także z Centaurem, Minotaurem, Hydrą oraz Hadesem.

## Rozgrywka
Gracz kieruje Herkulesem, synem mitologicznego Zeusa i Hery, który wykonuje szereg zadań zręcznościowych oraz eliminuje przeciwników za pomocą miecza i pięści. Z czasem ma możliwość ulepszenia broni, którą może miotać błyskawice. Pierwsza misja pełni funkcję treningową.